# Kozubowa

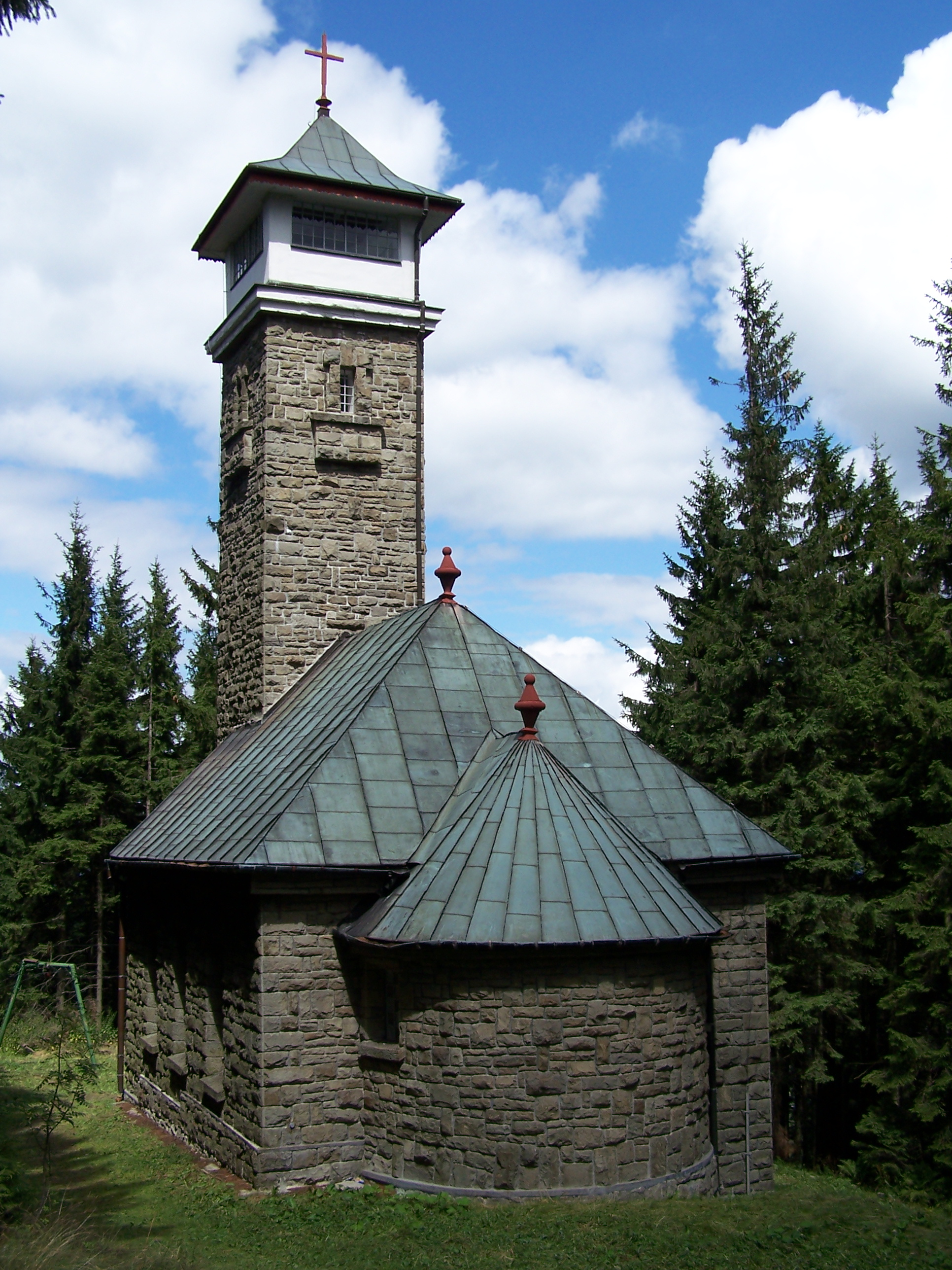
Kaplica św. Anny

Kozubowa (czes. Kozubová; 981 m n.p.m.) – wybitna, charakterystyczna góra w Beskidzie Morawsko-Śląskim w Zewnętrznych Karpatach Zachodnich, w Czechach.

## Opis
Kozubowa leży w bocznym grzbiecie najbardziej na północny wschód wysuniętego pasma tej grupy górskiej, zwanego Pasmem Ropicy. Grzbiet Kozubowej odgałęzia się w kierunku wschodnim pomiędzy szczytami: Kałużny na północy i Babí vrch (952 m n.p.m.) na południu. Szczyt Kozubowej leży w odległości ok. 3 km od grzbietu wspomnianego pasma, poza siodłem z maleńkim osiedlem Kamienity. Masyw Kozubowej ma charakterystyczny kształt wielkiego rogalika, którego oba ramiona skierowane są ku wschodowi, ponad dolinę Olzy, a najwyższy punkt znajduje się w centrum jego łuku.
Cały masyw Kozubowej jest mocno zalesiony. Przeważają lasy świerkowe, z widocznym udziałem buka, jaworu i in. W wielu miejscach, zwłaszcza po wschodniej i północnej części masywu, zachowane są dość rozległe polany.
Masyw Kozubowej był w Beskidzie Morawsko-Śląskim terenem, na którym najdłużej utrzymywało się tradycyjne szałaśnictwo. Wypasy organizowano tu do połowy lat 50. XX w., a ostatnie szałasy w południowej części polany, na której wznosi się schronisko (patrz niżej) można było zobaczyć jeszcze w latach 80. W czasie II wojny światowej były one bazą działającego w tym rejonie oddziału partyzantów radzieckich kapitana A. Griniewskiego ps. „Nadieżny”. Ich działalność upamiętnia pomniczek na południowym ramieniu „rogalika”, w siodełku przed szczytem Małej Kikuli (czes. Malá Kykula, 788 m n.p.m.).
Po podziale Śląska Cieszyńskiego w 1920 r. jego zachodnia część (w tym i Beskid Morawsko-Śląski) przypadły Czechosłowacji. W latach 1928–1929 na skraju polany pod szczytem Kozubowej (po stronie wschodniej – doliny Olzy, na wysokości 940 m n.p.m.) Polskie Towarzystwo Turystyczne "Beskid Śląski" z siedzibą w Orłowej wybudowało schronisko turystyczne. Poświęcenie i oddanie schroniska do użytku miało miejsce w dniu 8 września 1929 r. W latach międzywojennych było ono jedynym polskim schroniskiem turystycznym działającym poza granicami kraju. Schronisko spłonęło 9 lutego 1973 r. Odbudowano je później w postaci niezbyt ładnego domu wczasowego zakładów „Kovona” z Karwiny, który obecnie działa jako hotel górski.
Ok. 100 m od schroniska znajduje się murowana kaplica pw. św. Anny, zbudowana w 1937 r. Wieża kaplicy stanowi doskonały punkt widokowy – jest dostępna dla turystów, klucze znajdują się w schronisku "Chata Kozubová". W wigilię św. Anny (25 lipca) od 1992 r. odbywają się tu co roku uroczystości odpustowe, stanowiące okazję do spotkań Polaków z całego Zaolzia. Kaplica podlega parafii w Jabłonkowie.
Na Kozubową prowadzi kilka znakowanych szlaków turystycznych.